# Kochiomyces dichotomus
Kochiomyces dichotomus är en svampart som först beskrevs av Umphlett, och fick sitt nu gällande namn av D.J.S. Barr 1980. Kochiomyces dichotomus ingår i släktet Kochiomyces och familjen Spizellomycetaceae.   Inga underarter finns listade i Catalogue of Life.